# Encyclia stellata
Encyclia stellata är en orkidéart som först beskrevs av John Lindley, och fick sitt nu gällande namn av Rudolf Schlechter. Encyclia stellata ingår i släktet Encyclia och familjen orkidéer. Inga underarter finns listade i Catalogue of Life.